# Estación de Selgua
Selgua es una estación ferroviaria situada en el municipio español de Monzón, en la provincia de Huesca, comunidad autónoma de Aragón. Desde 2013 carece de servicios de media distancia aunque conserva sus funciones logísticas. Toma su nombre de la cercana localidad de Selgua.

## Situación ferroviaria
Se encuentra ubicada en el punto kilométrico 122,8 de la línea férrea de ancho ibérico que une Madrid con Barcelona a 288,8 metros de altitud, entre las estaciones de Tornillo-Lastanosa y Monzón-Río Cinca. El kilometraje de la línea sufre un reinicio en la capital maña lo que explica ese valor tan bajo a pesar de la lejanía con Madrid.

## Historia
La estación fue abierta al tráfico el 18 de septiembre de 1861, con la apertura del tramo Zaragoza-Lérida de la línea férrea que pretendía conectar Zaragoza con Barcelona. Las obras corrieron a cargo de la Compañía del Ferrocarril de Barcelona a Zaragoza. Buscando mejorar tanto el enlace de la línea con otros trazados, así como su salud financiera, la compañía decidió en 1864 unirse con la empresa que gestionaba la línea férrea que enlazaba Zaragoza con Pamplona, dando lugar a la Compañía de los Ferrocarriles de Zaragoza a Pamplona y a Barcelona. Dicha fusión se mantuvo hasta que en 1878 la poderosa Norte, que buscaba extender sus actividades al este de la península, logró hacerse con la compañía. El 28 de junio de 1880 se inauguró el ramal a Barbastro desde la estación, de 19,1 km.
Norte mantuvo la gestión de la estación hasta que en 1941 se produjo la nacionalización del ferrocarril en España y todas las compañías existentes pasaron a integrarse en la recién creada RENFE. 
En 1970 cesó completamente el tráfico de viajeros a Barbastro, quedando solo el uso de la línea principal Zaragoza-Lérida. El tráfico mercante persistió en el ramal unos años más, hasta que fue finalmente clausurado el 31 de diciembre de 1984 como parte del Contrato Programa de 1984 en el que RENFE cesó la explotación de líneas de baja rentabilidad.
Desde el 31 de diciembre de 2004 Renfe Operadora explota la línea mientras que Adif es la titular de las instalaciones ferroviarias.

## La estación
Se encuentra al oeste de Monzón. Cuenta con un amplio edificio para viajeros formado por tres cuerpos de dos plantas de altura. Es una composición sobria únicamente adornada con un sencillo frontón triangular. El recinto dispone de dos andenes, uno lateral y otro central y de seis vías numeradas. La vía 3 accede al andén lateral, mientras que la 1 y la 2 lo hacen al central. En paralelo a dichas vías se encuentran las vías 4 y 6. Finalmente la vía 5 concluye en topera y se configura como una desviación de la vía 3. Un almacén completa las instalaciones. Está previsto la ampliación de las vías de apartado hasta los 750 metros de longitud.